# Кнежев двор (Дубровник)
Кнежев двор је палата у Дубровнику саграђена као седиште владе и стан кнеза, највише политичке функције у Дубровачкој републици.
Кнез се бирао на мандат од месец дана и за то време је био на челу Малог већа. У Кнежевом двору кнез је имао своју канцеларију и стан у којем је боравио током мандата, одвојен од своје породице. За то време није смео да напушта двор осим у случају државничких и протоколарних разлога. Преко ноћи би чувао кључеве од града које је ујутро на протоколарној церемонији враћао народу. У простору Кнежевог двора налазе се хале Великог и Малог већа, државне канцеларије, судница, затвор, оружарница и барутана. На улазу је латински натпис Obliti privatorum publica curate ("Заборавите приватно и брините се за јавно").

## Историја
Први помен зграде на простору данашњег Кнежевог двора је из 13. века, кад се помиње тврђава (castellum). Током 14. века тврђава се по узору на римску и венецијанску традицију постепено претварала у палату. Године 1435. у оружарници се догодила експлозија барута због које је Кнежев двор тешко оштећен. Након тога се приступило обнови која је трајала од 1435. до 1463. године. Пројекат је водио напуљски инжењер Онофрио де ла Кава, за којег се верује да је аутор репрезентативне фасаде у комбинованом готичко-ренесансном стилу. У изведби детаља учествовали су многи уметници, скулптори, клесари и зидари. Од скулпторских украса нарочито се истиче рад вајара Петра Мартинова, капител трема са приказом Асклепија, грчког бога лечења.
Зграда је након тога још два пута доживела већа оштећења. Недуго након обнове 1463, нова експлозија барута је оштетила Кнежев двор. У великом земљотресу 1667. доживела је оштећења ентеријера, а обнова која је уследила трајала је три деценије. У почетку се покушало са враћањем готичко-ренесансног изгледа двора, за шта су као консултанти ангажовани архитекти Франческо Кортезе из Рима и Паоло Андреоти из Ђенове. Но, 1689. доласком великог архитекте, Сицилијанца Томаса Наполија, згради је обликовањем новога атријума утиснут барокни печат.
Кнежев двор је задржао своју оригиналну функцију све до 1808. године када француски маршал Огист Мармон укинуо Дубровачку републику.
У атријуму је смештена биста Миха Працата, једини споменик који је Дубровачка република подигла заслужном неплемићу.

## Садашњост
Данас је зграда Кнежевог двора историјски музеј у склопу Дубровачких музеја. Простор двора намештен је стилским намештајем из последњег периода Дубровачке републике и 19. века. Сам намештај није најпре припадао простору Кнежевог двора него је годинама прикупљан из старих дубровачких палата, племићких и грађанских кућа. У простору Кнежевог двора је изложба слика старих мајстора из периода од 15. до друге половине 19. века.
У атријуму Кнежевог двора током Дубровачких летњих игара и фестивала Јулиан Рахлин и пријатељи се одржавају концерти класичне музике. Током године у истом простору своје концерте традиционално одржава Дубровачки симфонијски оркестар.